# Campionati del mondo di winter triathlon del 2005
I Campionati del mondo di winter triathlon del 2005 (IX edizione) si sono tenuti a Štrbské Pleso in Slovacchia, in data 5 marzo 2005.
Tra gli uomini ha vinto l'austriaco Siegfried Bauer. Tra le donne ha trionfato la tedesca Sigrid Mutscheller..
Il titolo di Campione del mondo di winter triathlon della categoria under 23 è andato all'italiano Daniel Antonioli. Tra le donne si è aggiudicata il titolo di Campionessa del mondo di winter triathlon della categoria under 23 la slovacca L'Ubomira Kalinova.
La squadra norvegese ha vinto la staffetta élite maschile. Alla squadra tedesca è andata la staffetta élite femminile.

## Risultati

### Élite uomini
| Pos. | Atleta                | Paese      | Totale   |
| ---- | --------------------- | ---------- | -------- |
|      | Siegfried Bauer       | Austria    | 01:13:23 |
|      | Stefan Frank          | Germania   | 01:13:33 |
|      | Thomas Schrenk        | Germania   | 01:13:35 |
| 4    | Patrik Kuril          | Slovacchia | 01:13:38 |
| 5    | Peter Barton          | Slovacchia | 01:13:39 |
| 6    | Otakar Kobr           | Rep. Ceca  | 01:14:26 |
| 7    | Arne Post             | Norvegia   | 01:15:28 |
| 8    | David Roderer         | Germania   | 01:15:28 |
| 9    | Victor Lobo           | Spagna     | 01:16:02 |
| 10   | Frode Pedersen        | Norvegia   | 01:16:38 |
| 11   | Jiri Zak              | Rep. Ceca  | 01:17:13 |
| 12   | Andriy Yastrebov      | Ucraina    | 01:17:19 |
| 13   | Pavel Jindra          | Rep. Ceca  | 01:17:30 |
| 14   | Bernd Tauderer        | Austria    | 01:17:34 |
| 15   | Beat Brunner          | Svizzera   | 01:18:41 |
| 16   | Frantisek Zilak       | Rep. Ceca  | 01:19:28 |
| 17   | Alexander Fruehwirth  | Austria    | 01:20:29 |
| 18   | Jurai Brugos          | Slovacchia | 01:21:41 |
| 19   | Wolfgang Rieglthalner | Austria    | 01:25:42 |
| 20   | Matus Jurecka         | Slovacchia | 01:31:11 |

### Élite donne
| Pos. | Atleta              | Paese       | Totale   |
| ---- | ------------------- | ----------- | -------- |
|      | Sigrid Mutscheller  | Germania    | 01:18:15 |
|      | Marianne Vlasveld   | Paesi Bassi | 01:19:34 |
|      | Maria Kalnes        | Norvegia    | 01:20:04 |
| 4    | Sarka Grabmullerova | Rep. Ceca   | 01:22:22 |
| 5    | Jutta Schubert      | Germania    | 01:22:30 |
| 6    | Camilla Hott        | Norvegia    | 01:23:50 |
| 7    | Gabi Pauli          | Germania    | 01:24:22 |
| 8    | Stefania Bonazzi    | Italia      | 01:27:05 |
| 9    | Tamara Kozulina     | Ucraina     | 01:45:19 |

### Under 23 uomini
| Pos. | Atleta            | Paese         | Totale   |
| ---- | ----------------- | ------------- | -------- |
|      | Daniel Antonioli  | Italia        | 01:13:12 |
|      | Manfred Rieser    | Liechtenstein | 01:16:20 |
|      | Giuseppe Lamastra | Italia        | 01:18:07 |
| 4    | Tomas Jurkovic    | Slovacchia    | 01:18:59 |
| 5    | Jan Hove Pedersen | Norvegia      | 01:20:19 |
| 6    | Pavel Simko       | Slovacchia    | 01:21:56 |
| 7    | Noel Marcen       | Spagna        | 01:24:42 |
| 8    | Pavol Gabor       | Slovacchia    | 01:29:28 |

### Under 23 donne
| Pos. | Atleta             | Paese      | Totale   |
| ---- | ------------------ | ---------- | -------- |
|      | L'Ubomira Kalinova | Slovacchia | 01:23:00 |
|      | Lydia Weydahl      | Norvegia   | 01:23:13 |
|      | Carina Wasle       | Austria    | 01:23:57 |
| 4    | Andrea Hruzova     | Slovacchia | 01:30:31 |
| 5    | Kristina Lapinova  | Slovacchia | 01:46:39 |

## Medagliere
| Pos. | Paese         | Oro | Argento | Bronzo |   |
| ---- | ------------- | --- | ------- | ------ | - |
| 1    | Germania      | 1   | 1       | 1      | 3 |
| 2    | Italia        | 1   | 0       | 1      | 2 |
| 2    | Austria       | 1   | 0       | 1      | 2 |
| 4    | Slovacchia    | 1   | 0       | 0      | 1 |
| 5    | Norvegia      | 0   | 1       | 1      | 2 |
| 6    | Paesi Bassi   | 0   | 1       | 0      | 1 |
| 6    | Liechtenstein | 0   | 1       | 0      | 1 |

## Staffetta

### Élite uomini
| Pos. | Paese      | Totale   |
| ---- | ---------- | -------- |
|      | Norvegia   | 01:19:59 |
|      | Germania   | 01:20:01 |
|      | Slovacchia | 01:20:30 |

### Élite donne
| Pos. | Paese     | Totale   |
| ---- | --------- | -------- |
|      | Germania  | 01:32:14 |
|      | Norvegia  | 01:33:07 |
|      | Rep. Ceca | 01:38:26 |